# Деревянко, Василий Иванович
Василий Иванович Деревянко (21 мая 1930, город Днепропетровск, теперь город Днепр — 30 мая 2008, город Днепропетровск, теперь город Днепр Днепропетровской области) — украинский советский деятель, директор Днепропетровского металлургического завода имени Петровского. Герой Социалистического Труда (24.08.1987).

## Биография
В 1954 году окончил Днепропетровский металлургический институт.
С 1954 года — на Днепропетровском металлургическом заводе имени Петровского. С 29 декабря 1954 года работал помощником мастера рельсо-балочной участке. В дальнейшем работал старшим контрольным мастером, начальником участка, заместителем начальника отдела технического контроля. В 1963 году был назначен заместителем начальника рельсо-балочного цеха, с 1967 года работал начальником цеха. Член КПСС.
В августе 1973 — декабре 1981 г.  — главный инженер Днепропетровского металлургического завода имени Григория Ивановича Петровского.
В декабре 1981 — октябре 1995 г.  — директор Днепропетровского металлургического завода имени Григория Ивановича Петровского.
Указом Президиума Верховного Совета СССР от 24 августа 1987 года за достижение высоких результатов в выполнении плановых заданий и социалистических обязательств по увеличению выпуска качественного металла, повышение производительности труда, снижение себестоимости продукции и проявленный трудовой героизм Деревянко Василию Ивановичу присвоено звание Героя Социалистического Труда с вручением ордена Ленина и золотой медали «Серп и Молот». 
В 1993 году под его руководством проведено акционирование предприятия. Руководил предприятием до 12 октября 1995 года.
С октября 1995 года — на пенсии в городе Днепропетровске.

## Награды
- Герой Социалистического Труда (24.08.1987)
- орден Ленина (24.08.1987)
- орден Октябрьской Революции (2.03.1981)
- орден Трудового Красного Знамени (30.03.1971)
- два ордена «Знак Почета» (22.03.1966, 8.01.1975)
- медали
- лауреат премии Совета Министров СССР
- заслуженный металлург Украинской ССР